# Tour de l'Est International
Le Tour de l'Est International, parfois aussi nommé Route de l'Est International, est une course cycliste à étapes organisée en Côte d'Ivoire. Cette compétition existe depuis 1986. Elle est réservée aux coureurs amateurs.

## Palmarès
| Année | Vainqueur             | Deuxième             | Troisième            |
| ----- | --------------------- | -------------------- | -------------------- |
| 1986  | Nana Madi             |                      |                      |
| 1987  | Jean Brezini          |                      |                      |
| 1988  | Étienne Coulibaly     |                      |                      |
| 1989  | Jean-Baptiste Kouassi |                      |                      |
| 1990  | non disputée          | non disputée         | non disputée         |
| 1991  | Ibrahim Sanogo        |                      |                      |
| 1992  | Drissa Fofana         |                      |                      |
| 1993  | Drissa Fofana         |                      |                      |
| 1994  | Koné Salif            |                      |                      |
| 1995  | Soro Dognimé          |                      |                      |
| 1996  | Bamba Nourgo          |                      |                      |
| 1997  | Bamba Nourgo          |                      |                      |
| 1998  | Bamba Nourgo          |                      |                      |
| 1999  | N'Gatta Coulibaly     |                      |                      |
| 2000  | Kacper Sowiński       |                      |                      |
| 2001  | Ahmed Ouédraogo       |                      |                      |
| 2002  | Abdoulaye Sessouma    |                      |                      |
| 2003  | Ahmed Ouédraogo       |                      |                      |
| 2004  | N'Gatta Coulibaly     |                      |                      |
| 2005  | Abdoulaye Sessouma    |                      |                      |
| 2006  | Joseph Sanda          | Martinien Tega       | Sadrack Téguimaha    |
| 2007  | Kouamé Lokossué       | Sadrack Téguimaha    | Martinien Tega       |
| 2008  | Sadrack Téguimaha     |                      |                      |
| 2009  | Kouamé Lokossué       | Issiaka Fofana       | Bassirou Konté       |
| 2010  | Inoussa Guébré        |                      |                      |
| 2011  | non disputée          | non disputée         | non disputée         |
| 2012  | Issiaka Cissé         | Bassirou Konté       | Issiaka Fofana       |
| 2013  | non disputée          | non disputée         | non disputée         |
| 2014  | Issiaka Cissé         |                      |                      |
| 2015  | Issiaka Cissé         | Amadou Lengani       | Bassirou Konté       |
| 2016  | Karamoko Bamba        | Bassirou Konté       | Oumar Sangaré        |
| 2017  | Anthony Boakye        | Bao Daniel Kabré     | Clément Kusi         |
| 2018  | Adrien Merkt          | Dylan Longridge      | Christopher Duperrut |
| 2019  | Souleymane Traoré     | Abou Sanogo          | Bassirou Konté       |
| 2020  | non disputée          | non disputée         | non disputée         |
| 2021  | Karamoko Bamba        | Poroloh Yacouba Soro | Elias Bado           |
| 2022  | non disputée          | non disputée         | non disputée         |
| 2023  |                       |                      |                      |